# Homocystinurie
Pour les articles homonymes, voir HCU.
 Mise en garde médicale
L'homocystinurie (aussi appelé déficit en cystathionine bêta-synthase, homocystinurie classique ou HCU) est une maladie métabolique héréditaire rare qui peut conduire à une altération grave de l'état clinique du patient si un traitement ou un régime alimentaire ne sont pas rapidement mis en œuvre.
Elle est due à un déficit d'une enzyme, la cystathionine bêta-synthase (CBS), qui provoque l'accumulation dans l'organisme d'acides aminés issus de la métabolisation des protéines apportées par l’alimentation à des niveaux toxiques. Ces acides aminés sont l'homocystéine et la méthionine qui sont normalement éliminés par voie urinaire.
Il existe un type d'homocystinurie par trouble de la reméthylation, à cause d'un déficit en méthyltétrahydrofolate réductase (MTHFR). Ce déficit autosomique récessif empêche la réduction de la 5-10-diméthyltétrahydrofolate en 5-méthyltétrahydrofolate, donneur de méthyle permettant la reméthylation de l'homocystéine en méthionine (donc carence en méthyltétrahydrofolate et homocystinurie avec hypométhioninémie).

## Cause
Elle est due à un déficit en cystathionine bêta-synthase responsable d'un trouble du métabolisme de la méthionine.
La transmission de l'homocystinurie se fait de manière autosomique récessive.
Le gène qui est responsable, le CBS, se trouve sur le chromosome 21, en position sous-télomérique 21q22.3.
Il existe une autre forme, plus rare, qui est due à un déficit en méthyl-tétra-hydrofolate réductase (MTHFR), gène situé sur le chromosome 1.

## Épidémiologie
Sa fréquence dans la population se situe entre 1/60 000 et 1/300 000 personnes, avec des variations entre les pays (1/50 000 en Irlande et 1/1 000 000 au Japon).
C'est la deuxième encéphalopathie métabolique par ordre de fréquence, après la phénylcétonurie.

## Manifestation clinique
Cette pathologie associe une ectopie cristallinienne (un déplacement spontané des cristallins, vers l’âge de 8 ans), des occlusions vasculaires, une ostéoporose et parfois des altérations neurologiques.

### Lésions oculaires
L'ectopie cristallinienne est un signe important de la maladie et présent dans 90 % des cas. L'examen ophtalmologique met en évidence deux cristallins déplacés vers le bas.
Le cristallin se délite vers le bas sous l’effet de la pesanteur. Cela est dû aux fibres qui se rompent sous l’effet de la maladie. Il est alors moins bien attaché au corps ciliaire que chez un individu normal. L’enfant devient de plus en plus myope car la rupture des fibres va entraîner un changement de forme du cristallin, qui devient plus globuleux et plus convergent. À terme, la vision est faible, autour de 1/10e.
Les deux complications possibles sont la luxation du cristallin dans le vitré avec les risques de glaucome et le décollement de rétine, et la luxation antérieure, dans la chambre antérieure, qui va donner une hypertonie aiguë avec nécessité de chirurgie rapide.
Préventivement, les enfants peuvent être opérés quand l'équateur du cristallin est au niveau de l’axe visuel.
Le fond d'oeil montre parfois des trous ou déchirures au niveau de la rétine pouvant être responsables de décollement de rétine. Un laser préventif est très difficile à réaliser chez ces enfants présentant souvent un retard mental. Une intervention chirurgicale pour décollement de rétine sera souvent nécessaire.
Un glaucome peut parfois être observé.

### Lésions vasculaires
Elles font la gravité de la maladie. Les vaisseaux artériels et veineux tendent à se boucher, présentent des thromboses, qui peuvent être fatales pour le patient. Des thromboses cérébrales, cardiaques (infarctus) et périphériques (membres) et des embolies pulmonaires ont ainsi été décrites.
Le problème peut être dramatique lors d'une intervention chirurgicale car on peut assister à une occlusion très rapide d'une veine ou d'une artère. La dégénérescence des vaisseaux et la perturbation de leur intima aboutit à un caillot et une ischémie immédiate. L'usage du protoxyde d'azote pour l'anesthésie est fortement déconseillé.

### Lésions squelettiques
Il peut exister un genu valgum, un thorax en carène ou en creux, et éventuellement une grande taille. Les enfants ont souvent un aspect marfanoïde (un diagnostic différentiel devra être réalisé) et une arachnodactylie.
L'ostéoporose est présente dans 50 % des patients après 30 ans. Des perturbations de la colonne vertébrales sont aussi fréquemment retrouvées.

### Troubles neurologiques
Ils sont sans doute dus à d'éventuelles perturbations vasculaires intracérébrales. On peut voir un retard mental, des convulsions, des hémiplégies transitoires ou non, éventuellement une dystonie avec torticolis spasmodique.
Des troubles psychiatriques sont parfois décrits (schizophrénie, dépression).

### Autres lésions
Une dépigmentation de la peau ou des cheveux peut survenir. Les extrémités sont souvent froides à cause des troubles vasculaires.

## Diagnostic
Il est basé sur la constatation d'une élévation de l’homocystéine et de la méthionine dans le sang, avec une diminution du taux de cystéine et de cystathionine.
La maladie de Marfan est le diagnostic différentiel d'une ectopie cristallinienne : elle est supérieure ou externe, alors qu’elle est inférieure dans l'homocystinurie.
Un diagnostic prénatal peut être réalisé par culture d'amniocytes et de villosités choriales, et mise en évidence du déficit en cystathionine bêta-synthase.
En France, la Haute Autorité de Santé préconise, que l'Homocystinurie face partie des maladies recherché lors du dépistage néonatal mais le gouvernement ne retiendra finalement pas le dépistage de cette maladie rare. Finalement, le dépistage néonatal sera étendu au 1 janvier 2023 à 7 nouvelles erreurs innées du métabolisme dont l'Homocystinurie.

## Traitement
Le traitement est la pyridoxine (la vitamine B6) qui est le cofacteur de l'homocystéine et qui améliore nettement un tiers des patients. Tous ne sont pas répondeurs et sont des formes plus sévères. Un traitement dès le plus jeune âge améliorera bien l'état clinique, d'où l'importance d'un diagnostic précoce.
Des règles diététiques peuvent aussi améliorer ces enfants qui ont des formes résistantes à la pyridoxine. Ce sont des régimes hypoprotidiques plus ou moins stricts supplémentés avec un mélange d'acides aminés dépourvu de méthionine et un traitement par la bétaïne.
Le traitement de la forme particulière se traduit par l’administration de fortes doses de bétaïne associées à un complément en méthionine, en pyridoxine, vitamine B12, acide folique et carnitine.
Une transplantation hépatique a été étudié comme traitement curatif.

## Cas connu
L'hypothèse que le pharaon Akhénaton souffrait de cette maladie a été émise.

## Sources
- (en) Online Mendelian Inheritance in Man, OMIM (TM). Johns Hopkins University, Baltimore, MD. MIM Number: 236200
- (en) GeneTests: Medical Genetics Information Resource (database online). Copyright, University of Washington, Seattle. 1993-2005